# Røldal
Røldal is een dorpje in de gemeente Ullensvang, in de provincie Vestland in het westen van Noorwegen.
Røldal heeft ongeveer 600 inwoners. Tot 1964 was het een zelfstandige gemeente. Het dorpje is bekend door de staafkerk van Røldal, geitenkaas en het skicentrum (waar de meeste sneeuw van heel Noorwegen valt). Het is tevens een populair beginpunt voor trektochten op de Hardangervidda.

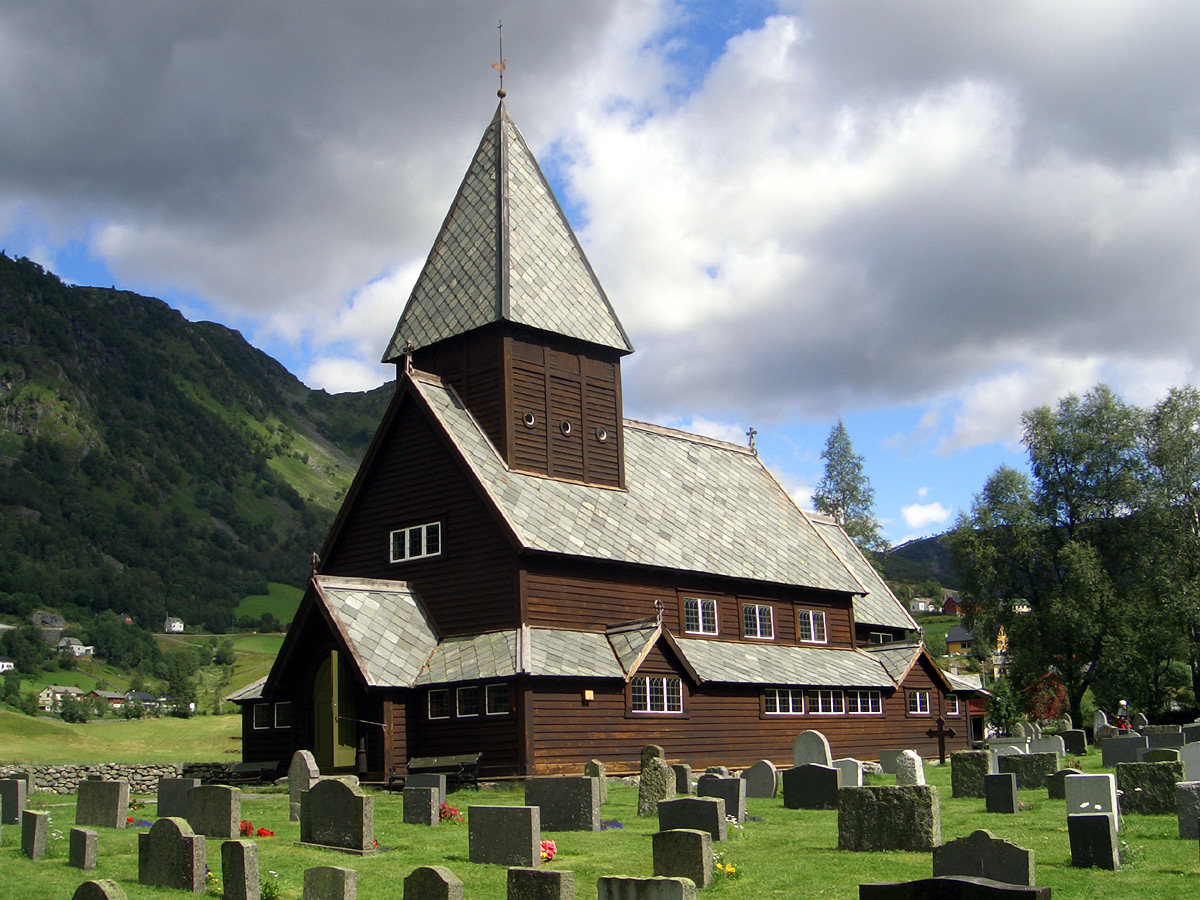
Røldal staafkerk